# Le Garage infernal
Pour plus de détails, voir Fiche technique et Distribution.
Le Garage infernal ou Le Garage de Fatty (The Garage) est un court-métrage muet réalisé par Roscoe Arbuckle, sorti en 1920.

## Synopsis
Fatty et Buster travaillent comme dans un garage (garage qui, soit dit en passant, est aussi une caserne de pompiers). Ils lavent, réparent, et causent de nombreuses catastrophes. Un jeune séducteur vient au garage pour déclarer sa flamme à la fille du propriétaire. Désireux de ne pas être embêté par les deux énergumènes, il fait tout pour les éloigner du garage… 

## Fiche technique
- Titre : Le Garage infernal
- Titre original : The Garage
- Titre alternatif : Le Garage de Fatty
- Réalisation : Roscoe Arbuckle
- Scénario : Jean C. Havez
- Photographie : Elgin Lessley
- Montage :
- Producteur : Joseph M. Schenck
- Société de production : Comique Film Corporation
- Société de distribution : Paramount Pictures
- Pays de production :  États-Unis
- Langue : film muet avec les intertitres en anglais
- Métrage : 600 mètres (2 bobines)
- Format : Noir et blanc — 35 mm — 1,33:1 — Muet
- Genre : Comédie, Film burlesque
- Durée : 25 minutes
- Date de sortie :
  - États-Unis : 11 janvier 1920

## Distribution
- Roscoe Arbuckle : mécanicien / pompier
- Buster Keaton : mécanicien / pompier
- Molly Malone : la fille du propriétaire du garage
- Harry McCoy